# Lance-mines 8,1 cm 1933/72
Le lance-mines 8,1 cm 1933 (lm 33), est un mortier de calibre 81 mm de l'Armée suisse. Produit sous licence par la Fabrique fédérale d'armes de Berne dès 1934, il est une version modifiée du mortier Stokes-Brandt modèle 27/31. Il a été en service dans l'infanterie, les troupes cyclistes et les troupes mécanisées, notamment monté sur le char lance-mines 64.
Le lance-mines 8,1 cm 1972, sa version allégée, a notamment été destiné aux troupes de montagne. Il est actuellement attribué aux bataillons d'infanterie, aux bataillons de grenadiers, ainsi qu'à d’autres forces spéciales. Il doit être remplacé par le Mortier 8,1 cm 19 qui sera livré entre 2021 et 2023.

## Lance-mines8,1cm1933

### Historique
Dans le message adressé à l'Assemblée fédérale sur l'armement et l'équipement de l'armée du 3 novembre 1933, le Conseil fédéral demandait l'acquisition et l'attribution de mortiers aux bataillons d'infanterie.
De 1930 à 1931, la Confédération suisse était en négociations avec Brandt. Après l'achat de plusieurs pièces et les tests réussis, le Service technique militaire (STM) du Département militaire fédérale a signé un accord de licence exclusive avec Brandt pour la fabrication du lance-mines Stokes-Brandt de 8,1 cm et de ses munitions en Suisse.
Quelques caractéristiques distinguaient le lance-mines 8,1 cm 1933 (8,1 cm Minenwerfer 1933 (8,1 cm Mw 33)) fabriqué par la Fabrique fédérale d'armes de Berne de l'original. Le tube, légèrement plus long, est passé de 111 cm (L/13.7) à 126 cm (L/15.6) et le dispositif de visée est amélioré. L'appareil de pointage à collimateur, dont l'élévation est graduée en degrés, est remplacée par une lunette panoramique semblable à celle du canon d'infanterie 1935, graduée en élévation comme en dérive en ‰.
La fabrication d'une première série de 550 exemplaires débute durant l'été 1934. À part des développements et ajustements mineurs le lance-mines 33 est resté inchangé jusqu'à ce qu'une version améliorée soit introduite en 1972, le lance-mines 8,1 cm 1933/72.
À la mise en service du lm 33, une différence majeure de son utilisation était le nombre de charges. Alors que le règlement français ne prévoit le tir qu'avec 5 charges, soit une portée maximale de 2 050 m, 7 charges peuvent être tirées en Suisse amenant l'obus de lancement à une portée maximale de 3 000 m, ou, 1 200 m pour un obus-mine tiré avec 4 charges.

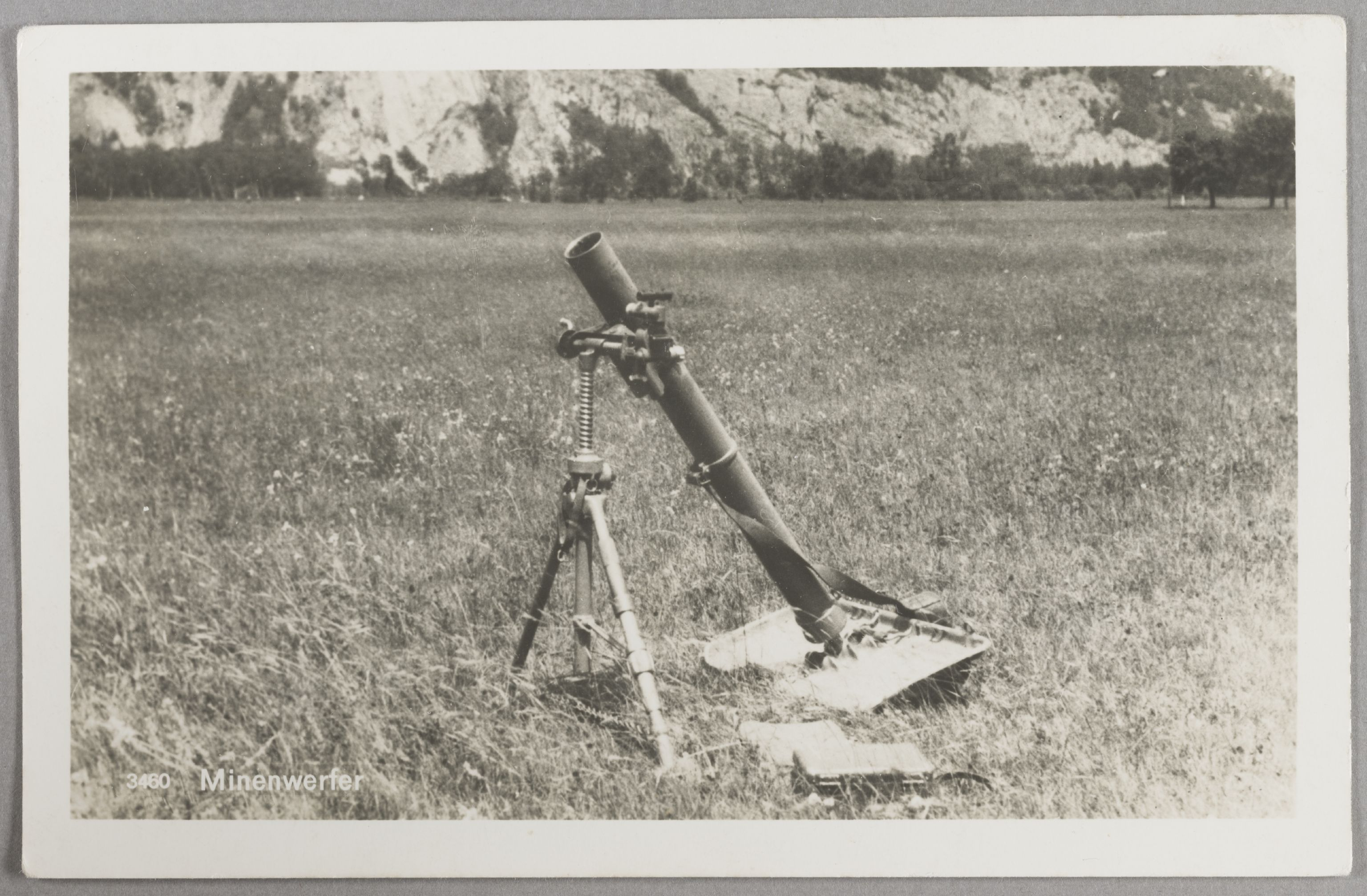
Une carte postale militaire envoyée en 1937 montrant le lance-mines 8,1 cm 1933.
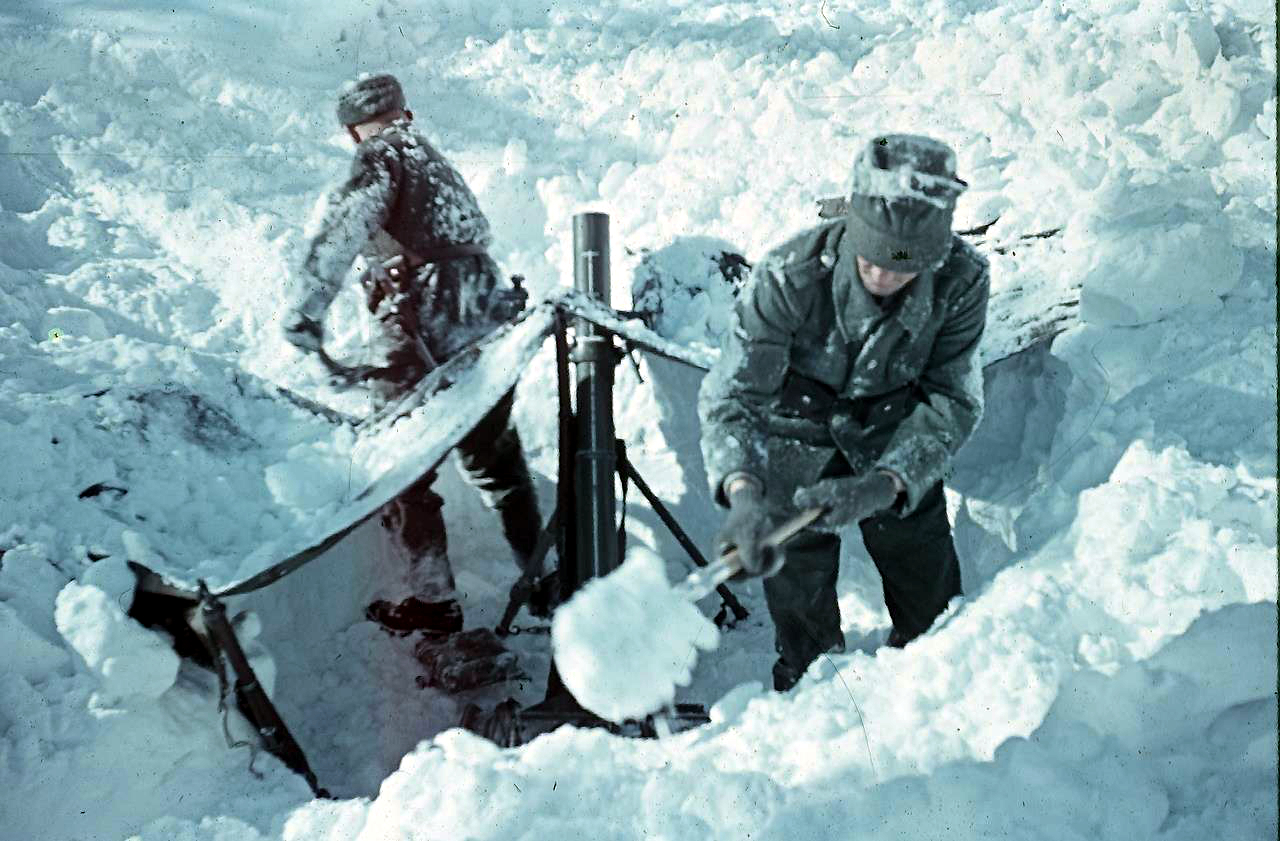
Mise en place d'un lance-mines 8,1 cm 1933 dans les Alpes en hiver 1940.
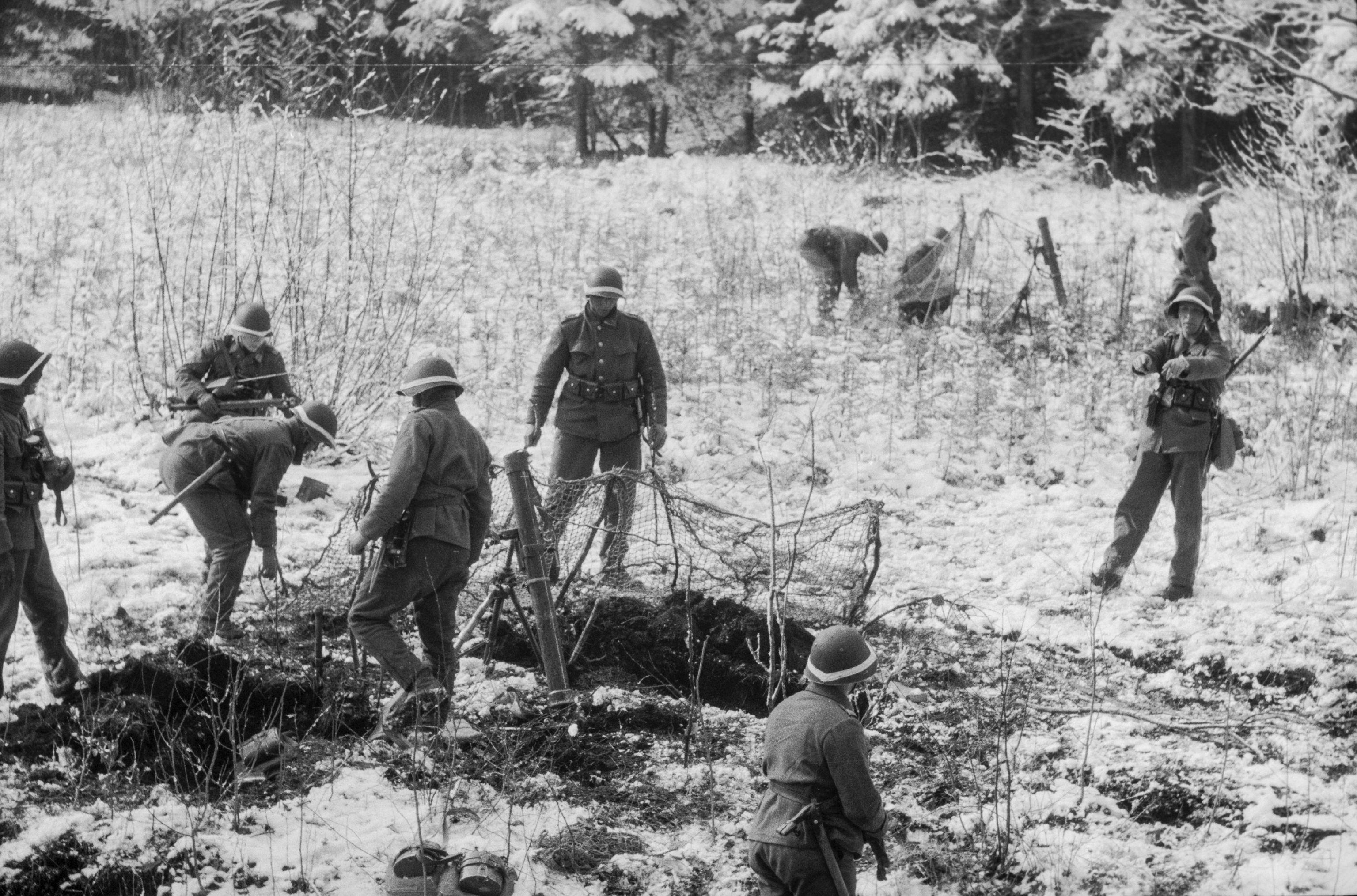
Mise en place de lance-mines 8,1 cm 1933 pendant des manœuvres en 1955.

### Caractéristiques techniques
Selon le règlement 53.131
- Plage d’élévation : 800 - 1200 A ‰
- Poids total du lance-mines 33 : 60 kg
  - Tube : 21 kg
  - Plaque de base rectangulaire (68 x 42 cm) : 21 kg
  - Bipied : 18 kg)
- Dispositif de visée avec étui : 16,5 kg
- Caisse d'accessoires : 20 kg
- Filet de camouflage : 9 kg
- Outil de groupe? (schanzwerkzeug) : 5 kg (commande séparée)
- lm 8,1 cm 72 complet : 99 kg

## Lance-mines8,1cm1972
Le lm 8,1 cm 72 (8,1 cm Minenwerfer 1972 (8,1 cm Mw 72)), également fabriqué par la Fabrique fédérale d'armes de Berne, est nettement plus léger. Le poids du tube est passé de 21 à 12 kg, le bipied pèse désormais 15 kg au lieu de 18 kg et la plaque de base, désormais ronde au lieu de rectangulaire, fait 16,5 kg au lieu de 21 kg. Alors que le poids total du lm 8,1 cm 33 est de 60 kg, celui du lm 8,1 cm 72 est de 43,5 kg. La plaque de base ronde permet pratiquement un tir tous-azimuts dans les plus brefs délais.
En même temps, une nouvelle munition est introduite. Elle permet d'atteindre une distance pratique de 4 km. Hormis des modifications mineures, les munitions déjà utilisées avec le modèle 1933 peuvent également être utilisées. Avec cette nouvelle munition, une nouvelle méthode de tir est introduite : deux facteurs qui révolutionnent les possibilités d'engagement de cette arme d'appui de l'infanterie.
L'économie de poids de 20 kg réalisée avec le lance-mines 72, soit 240 kg pour les 12 pièces de la compagnie lourde de fusiliers, permet théoriquement que le même nombre d'hommes peut transporter un surplus de munitions, soit environ 70 obus.

### Caractéristiques techniques
Selon le règlement 53.131
- Poids total du lance-mines 72 : 43,6 kg
  - Tube : 12 kg
  - Plaque de base ronde (55 cm) : 16,5 kg
  - Bipied : 15 kg)
- Dispositif de visée avec étui : 5 kg
- Caisse d'accessoires : 20 kg
- Filet de camouflage : 9 kg
- Outils (schanzwerkzeug) : 5 kg
- lm 8,1 kg 72 complet : 82 kg
- Portée max : selon la distance, jusqu’à 7 charges sont utilisées. La variation du poids modifie la vitesse initiale du projectile.
  - avec obus : 4,10 km (règl.1971), 3,70 km (règl.1981)
  - avec mine : 1,075 km
- Équipement : pelle pioche, panier d’équipement, filet de camouflage et appareil de pointage[5]

## Organigramme

### Infanterie
Lors de son introduction dans l'infanterie, le lance-mines entier, y compris une corbeille d'effets d'équipement, se chargeait sur une charrette ou pouvait être bâter sur un cheval. Chaque éléments (tube, plaque de base et bipied, munitions) est transportable à dos d’homme.
Avec l'organisation des troupes de 1951 (O.E.M.T. 51) le bataillon d'infanterie voit augmenter le nombre de ses lance-mines. Il dispose alors de trois sections de lance-mines de 3 groupes (4 dans la défensive ou en situation stable) à 3 pièce chacun, soit en tout 9 (12) pièces
La section, soit l'unité de feu, tire en batterie, le tir étant commandé et dirigé par le chef de section. En 1951, la section de lance-mines est hippomobile : 3 charrettes pièce et 4 charrettes munitions. Ce matériel peut être bâté, soit 3 (4) sommiers pièces, et 4 (3) sommiers munitions.
À partir de 1961 (Armee 61), le bataillon de fusiliers des régiments d'infanterie (de campagne, de montagne et mécanisé) dispose d'une compagnie lourde de fusiliers dotée de 12 lance-mines de 8,1 cm.
Le Haflinger 700 AP, en service depuis 1961, devint un moyen de transport courant en montagne pour le lance-mines.
La compagnie lourde de fusiliers peut fournir un appui de feu aux 3 compagnies de fusiliers du bataillon, soit une section de lance-mines à 4 pièces avec un poste de commandement de tir et 3 observateurs (commandants de tir) par compagnie de fusiliers.

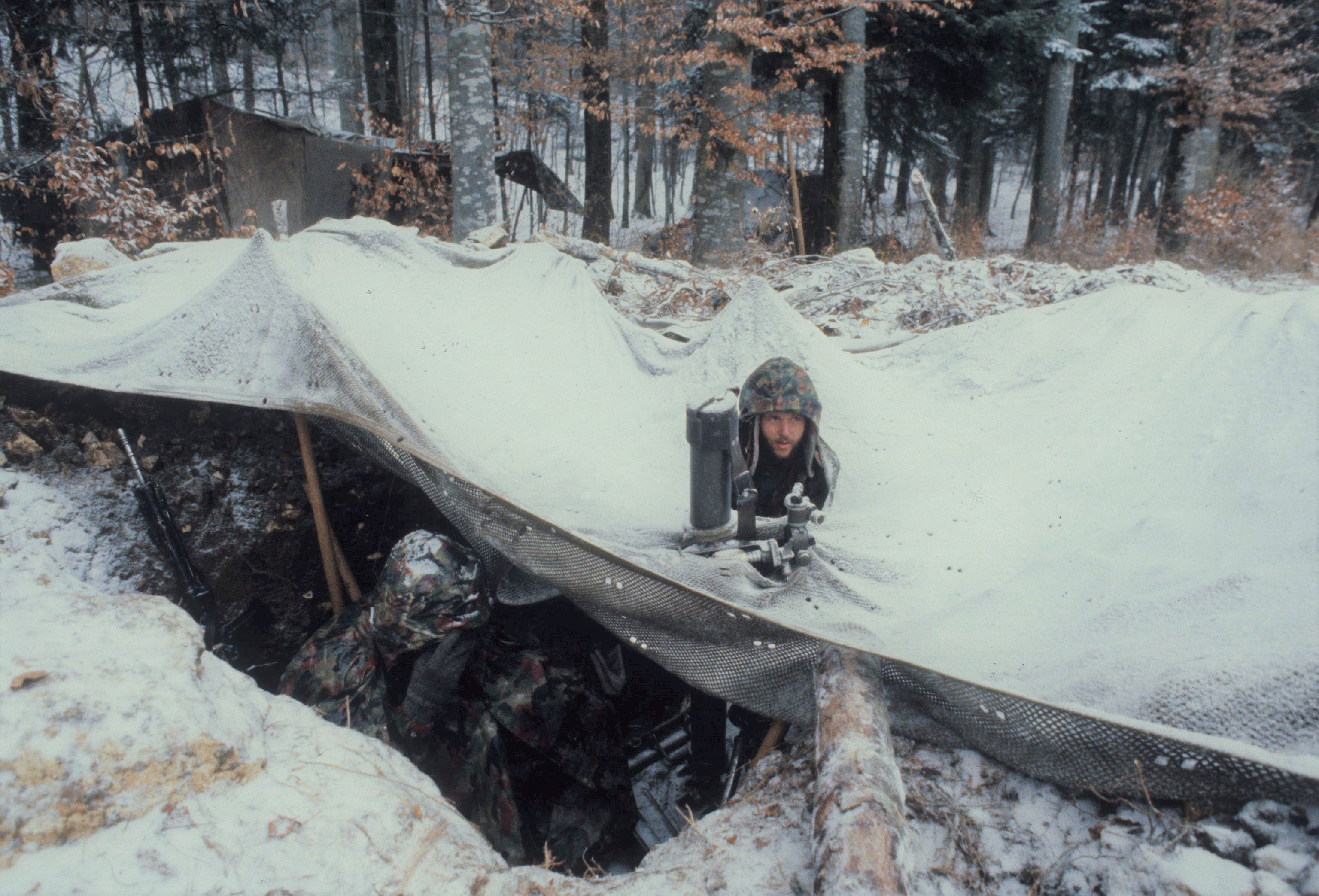
Un lance-mines 8,1 cm 1933 en position de tir sur la Place d'armes de Bure en 1981.

En 1971, le Pinzgauer 4x4 est introduit dans l'Armée suisse. Il devient le véhicule tout terrain des unités de lance-mines de l'infanterie.
En 1989, les lance-mines 8,1 cm équipent les compagnies lourdes de fusiliers, les compagnies de lance-mines d'aéroports et les compagnies de lance-mines cyclistes. Avec le programme d'armement 1991, les observateurs de ces unités sont équipés de télémètres laser pour la conduite de feux.
Depuis 2010, les bataillons d’infanterie, de carabiniers ou de montagne sont dotés de 12 (ou 14?) lance-mines de 8,1 cm 72 mise en œuvre par la compagnie d'appui du bataillon. Élément d'appui de feu du bataillon d'infanterie, elle se compose d'une section de commandement, de trois sections de lance-mines, d'une section d'observateurs et d'une section de tireurs d'élite. Chaque section de lance-mines est dotée d'un Duro de commandement, d'un véhicule radio 4x4 Puch 230 GE avec remorque (remplacé à partir de 2018 par un Mercedes-Benz G300) et de quatre lance-mines 8,1 cm transportés par quatre Duro. Précédemment, le bataillon d'infanterie comprenait une compagnie d'état-major, quatre compagnies d'infanterie (3 depuis 2010) et une compagnie d'appui.

### Troupes mécanisée
Les lance-mines 33 ont été introduits durant le service actif de 1939-1945 dans les troupes légères nouvellement créées, qui intègrent les troupes légères motorisées, les troupes cyclistes et la cavalerie. Dès 1949, la 4e compagnie des 6 bataillons de dragons motorisés, auxquels ont succédé les bataillons de grenadiers de chars, étaient équipés du lance-mines 8,1 cm 1933. Engagés par section, les lance-mines étaient une arme d'appui du bataillon. Subordonnés à une unité de combat, ils en augmentaient notablement la puissance de feu.
En 1962, les troupes légères sont renommées troupes mécanisées et légères (TML). En 1964, les TML sont dotées du char lance-mines 64.

#### Char lance-mines 64
Le lance-mines 8,1 cm 33 a équipé les 132 char lance-mines 64 (M113 A1) des formations mécanisées de 1964 jusqu'en 1970, alors remplacé par le lance-mines 12 cm 64 et leur nombre augmenté (environ 200 chars lance-mine 64 /91 en 2004). Les chars étaient également équipés de la mitrailleuse (mobile) de 12,7 mm 64 et d'une station radio SE-412 dont la portée moyenne était de 20 à 30 kilomètres. L'équipage comprenait 1 sous-officier (chef de groupe), 1 pilote, 1 pointeur, 1 chargeur et 1 pourvoyeur de munitions. Le lance-mines pouvait être débarqué et utilisé avec la plaque de base.
La section de lance-mines de 8,1 cm des compagnies lance-mines des bataillons de grenadiers comptait 4 pièces, tandis qu'elle n'en comptait que 3 dans les bataillons d'exploration. Le chef de section disposait d'un char de commandement 63 (M113 A1), équipé de deux stations radio émettrices et réceptrices et d'un récepteur auxiliaire, qui fait office de poste central de tir (PCT).

### Troupes cyclistes
En 1937, les troupes cyclistes passent de l'infanterie aux troupes légères nouvellement créées, qui intègrent également la cavalerie et les troupes légères motorisées. Durant le service actif 39/45, les compagnies motorisées de fusiliers-mitrailleurs sont transformées en compagnies motorisées de mitrailleurs, puis complétées par une section motorisée de lance-mines 8,1 cm 1933. 
En 1949, les cyclistes d'élite sont regroupés dans neuf bataillons de cyclistes subordonnés aux régiments de cyclistes 4/5/6 intégrés respectivement aux brigades légères 1/2/3. La 4e compagnie du bataillon perd ses mitrailleuses au profit des compagnies de cyclistes et devient la compagnie motorisée d'armes lourdes formée de 2 sections de canons antichars et d'une section lance-mines de 8,1 cm. Arme d'appui du bataillon, les sections lance-mines sont subordonnés à une unité de combat.
Avec l'organisation des troupes de 1961, les régiments de cyclistes deviennent troupes de corps d'armée. La compagnie motorisée d'armes lourdes du bataillon devient une compagnie lance-mines homogène motorisée.
En 1979, l'école de recrue cycliste (ER cyc 20/220), à Drognens depuis 1973, se compose de deux compagnies de cyclistes (trois en été) et d'une compagnie lance-mines. Chez les cyclistes, 40 % sont formés comme tireurs grenades à fusil, 40 % comme tireurs tubes-roquettes et 20 % comme mitrailleurs. Chez les canonniers lance-mines, il y a 50 % de servants, 25 % d'aides de tir et 25 % de chauffeurs (le véhicule tout terrain de la compagnie de lance-mines étant le Pinzgauer 4 x 4). Les recrues lance-mines sont instruites surtout au travail à la pièce et à la collaboration avec les cyclistes.
De 1995 à 2003, année de dissolution des troupes cyclistes, les trois régiments cyclistes étaient composés de trois bataillons chacun. Ces bataillons étaient dotés de compagnie motorisées de lance-mines ; deux de ces bataillons étaient dotés d'une compagnie cycliste lance-mines (lm 8,1 cm 1933/72), et un bataillon était doté d'une compagnie de lance-mines lourd (lm 12 cm).

### Fortification
Durant la Seconde Guerre mondiale, des ouvrages fortifiés ont été construits pour abriter des lance-mines d'infanterie de 8,1 cm et leurs servants. Le plus souvent, il s’agissait d'abris pour la troupe avec des positions de lance-mines à l’extérieur. Au fort de Chillon par exemple, la défense extérieure de l'ouvrage bénéficiait de solides points d'appui avec deux positions de deux lance-mines chacune. L'abri A391 Montagnette comptait à l’extérieur deux positions de lance-mines sur affût spécial 360°. L'ouvrage d'infanterie A382 Champ-Babau était doté de deux abris avec chacun sa position de lance-mines 8,1 cm 1933 monté sur affût spécial 360°, le tout taillé dans une paroi rocheuse.
Quelques autres ouvrages ont été construits pour mettre les lance-mines eux-mêmes sous abris. Par exemple, sur la route du col du Grand-Saint-Bernard, deux ouvrages de protection lance-mines (A42 et A43 Manoday) ont été construits pour fournir un appui-feu à la cuvette d'Orsières, trop proche pour être battue par les canons des ouvrages d’artillerie de Champex-Lac (de) et de Commeire (de). Ouvrages en béton armé compactes et enterrés, ils abritaient sous une coupole d’acier, deux lance-mines d’infanterie de 8,1 cm posés sur une plateforme rotative. Un ouvrage d’observation et un ouvrage en béton hors sol, qui servait de magasin à munition, complétaient l'installation.
Dans les années 1950, le lance-mines de forteresse 8,1 cm 1956/60 avec chargement par culasse est spécialement développé pour être installés sous coupole blindée.

## Munitions
- Obus de lancement (Wurfgranate WG) : 3,30 kg (3,5 kg auparavant?[3]) et charge de 500 gr de trotyl[5] comme explosif interne. Il est utilisé contre tous les buts vivants et à ciel ouvert. Il peut être tiré à fusée instantanée ou à retardement. Chargé à fumigène, il a une très grande efficacité du fait de sa forte capacité de chargement et de sa grande vitesse de tir[3]. Sa portée maximum est de 4,10 km selon le règlement de 1971, 3,70 km selon le règlement de 1981.

- Mine de lancement (Wurfmine WM): 6,90 kg et charge de 2000 gr de trotyl[5]. Sa portée maximum est de 1 075 m. La mine permet de détruire efficacement les abris, fossés de tirailleurs et obstacles en fil de fer barbelé. Son effet est comparable à celui de l'obus de 15cm et l'entonnoir obtenu en terrain rocailleux a un diamètre de 3 m et une profondeur de 1,5 m[3].

| Type | Numéro   | Désignation en français           | Désignation en allemand     | Portée maximum                         | Remarques |
| --- | -------- | --------------------------------- | --------------------------- | -------------------------------------- | --- |
| Obus de lancement 66 | 591-1823 | Lm 8,1cm obus lanc 66+MVZ 55      | 8,1cm Mw WG 66+MVZ 55       | 4,1 km (règl.1971), 3,7 km (règl.1981) | Obus de 3,20 kg : obus de lancement 3,3 kg et charge de 500 gr de Trotyl. Selon la distance, on emploie jusqu’à 7 charges dont le poids total variable modifie la vitesse initiale. |
| Obus de lancement 91 | 591-1840 | Lm 8,1cm obus lanc 91 MVZ Chg 0-6 | 8,1cm Mw WG 91 MVZ Ladg 0-6 |                                        | |
| Obus de lancement 94 | 591-1842 | Lm 8,1cm obus lanc 94 AMZ Chg 0-6 | 8,1cm Mw WG 94 AMZ Ladg 0-6 |                                        | En service |
| Obus de lancement 12 | 591-1844 | Lm 8,1cm obus lanc 12 MVZ Chg 0-6 | 8,1cm Mw WG 12 MVZ Ladg 0-6 |                                        | En service |
| Mine de lancement |          |                                   |                             | 1,075 km                               | Obus-mine de 6 kg : mine de lancement : 6,90 kg et charge de 2000 gr de Trotyl. Selon la distance, on emploie jusqu’à 5 charges dont le poids total variable modifie la vitesse initiale. |
| Obus d'exercices explosif 66 | 592-5361 | Lm 8,1cm obus ex expl 66+MVZ 55   | 8,1cm Mw EUG 66+MVZ 55      |                                        | |
| Obus d’exercice explosifs 91 | 591-0231 | Lm 8,1cm obus ex expl?            | 8,1cm Mw EUG 91?            |                                        | En service |
| Obus éclairant 73 | 591-1831 | Lm 8,1cm obus éclair 73 ZZ        | 8,1cm Mw Bel G 73 ZZ        |                                        | Projectile d'éclairage 73 pour le lance-mines de 8,1 cm, avec fusée à temps, charges 0 à 6 - Programme d'armement 1979 : 1re série acquise en Suède (condition posée par AB Bofors pour l'octroi de la licence) - PA 1980 : 2ème série fabriquée sous licence par la Fabrique fédérale de munitions à Thoune (avec sous-traitants) : corps du projectile avec dispositif d'éclairage et deux parachutes, organes de manœuvre, charge 0, charges additionnelles 1 à 6. Fusée mécanique à temps : Tavaro SA, Genève. |
| Obus de lancement nébulogène 68 | 591-1837 | Lm 8,1cm obus lanc néb 68         | 8,1cm Mw Nb WG 73 ZZ        |                                        | En service |
| Obus de manipulation |          | Lm 8,1cm manip?                   |                             |                                        | |
| - MVZ 46 (592-2046), MVZ 55 = Momentan-Verzögerungs-Zünder = Fusée instantanée et à retardement : avec réglage du retardement, la charge explosive explose après l'impact. - MZ = Momentanzünder = Fusée instantanée : la charge explosive explose immédiatement lors de l'impact - ZZ = Zeitzünder = Fusée à retardement : la charge explosive explose après l'impact. |          |                                   |                             |                                        | |

| |
| De gauche à droite : obus éclairant 73, obus de manipulation, obus explosif d'exercice 66 avec MVZ 55 pour lm 33, obus explosif d'exercice 66 pour lm 72, obus de lancement 66 |

| |
| De gauche à droite : obus de lancement nébulogène 68, obus de lancement nébulogène 68 avec MVZ 55, mine de lancement avec stabilisateur fermé, mine de lancement avec stabilisateur ouvert, coupe de mine de lancement |

| |
| De gauche à droite : obus de lancement inerte et obus de lancement nébulogène 68 avec charges et étui. |

### Emballages des munitions
Selon le règlement 65.331 de 1972, un coffret à munition (métallique) contient 3 obus de lancement (obus lanc) et 3 étuis avec des charges ; il pèse 13 kg. L'emballage de mines de lancement est un coffret métallique contenant 2 mines de lancement et 2 étuis avec des charges, il pèse 19 kg. L'emballage des obus d'exercices explosif à traces lumineuses (obus ex expl lum + MZ 55) est une caisse en bois contenant 6 obus et 6 étuis avec des charges, elle pèse 28 kg.

## Déclenchement préventif d'avalanches

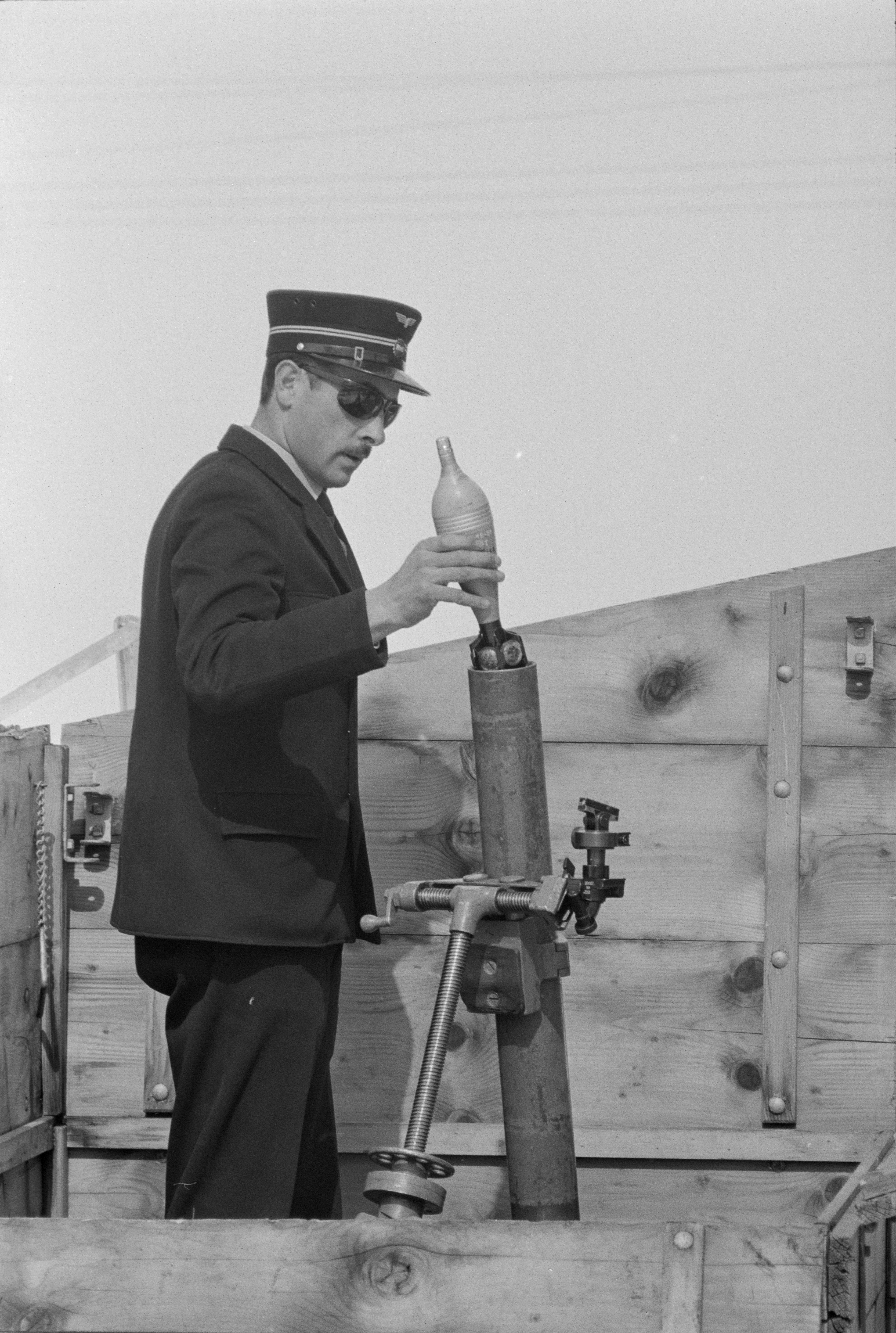
Personnel des Chemins de fer rhétiques utilisant un lance-mines 8,1 cm 33 pour le déclenchement préventif d'avalanches sur la ligne de la Bernina en 1967.

Le lance-mines est également engagé pour le déclenchement préventif d'avalanches par des militaires et des civils.
Dans le cadre militaire, le déclenchement artificiel d'avalanches revêt un caractère tactique. D'abord, il doit permettre aux troupes d'atteindre un point donné dont l’itinéraire passe soit au travers, soit au pied de couloirs à avalanche. Ensuite, le but peut-être de contrecarrer l'intention de l'ennemi d'occuper un point élevé avant que nos troupes y soient installées. Il est également possible de causer des pertes à l'ennemi en déclenchant une avalanche sur un lieu et à un moment opportun.
L'utilisation du lance-mines et tube roquette pour le déclenchement artificiel d’avalanches nécessite des cours spéciaux dispensés par le Centre de compétences du service alpin de l’armée, à Andermatt.
Lors de déclenchement préventif d'avalanches au lance-mines ou lance-roquettes militaires, des avis de tir doivent être publiés chaque année en automne dans la feuille d'avis officiels et la presse locale ainsi que sur le tableau d'affichage communal. Depuis l'hiver 2002-2003, l’utilisation de lance-mines est signalée par des avis avec extrait de carte topographiques (voir un exemple) placardés par exemple aux stations inférieures des chemins de fer de montagne ou aux stations supérieures jouxtant les zones à risques.
[vidéo] Tir de lance-mines militaire suisse (lm 8,1 cm 33) aux Mosses en direction du Gros Van en 2007, sur Youtube (consulté le 7 janvier 2021)

### Règlements
- Armée suisse, Le lance-mines (Lm.33), Berne, DM, 1939
- Armée suisse, Le lance-mines mod. 33 8,1 cm (Lm. 33), Berne, DM, 1955
- Armée suisse, Le lance-mines 8,1 cm 1933 (lm 8,1 cm 33), vol. Règlement 65.331 f, Berne, DMF, 1971
- Armée suisse, Le lance-mines 8,1 cm 1933, Directives pour armuriers, vol. Règlement 65.331 f, Berne, DM, valables dès le 1er février 1972
- Armée suisse, Les lance-mines 8,1 cm 1933 et 1972, vol. Règlement 53.131 f, Berne, DMF, valables dès le 1er janvier 1981
- Armée suisse, Cdmt instr, FOAP inf, Position de lance-mines 8,1 cm : Connaissance de l'arme et maniement (Lm 8,1 cm 72), Berne, DMF, 1989
- Armée suisse, Cdmt instr, FOAP inf, Le système de tube reducteur 22 mm pour les lance-mines 8,1 cm 33 et 72 (NICO) (syst tred 22 mm, lm 8,1 cm 33 et 72 (NICO)), Berne, DMF, 1990
- Armée suisse, Cdmt instr, FOAP inf, Lance-mines 8,1 cm 1972 : Connaissance de l'arme et maniement (Lm 8,1 cm 72), Berne, Armée suisse, valable dès le: 01.04.2005